# 四季橘

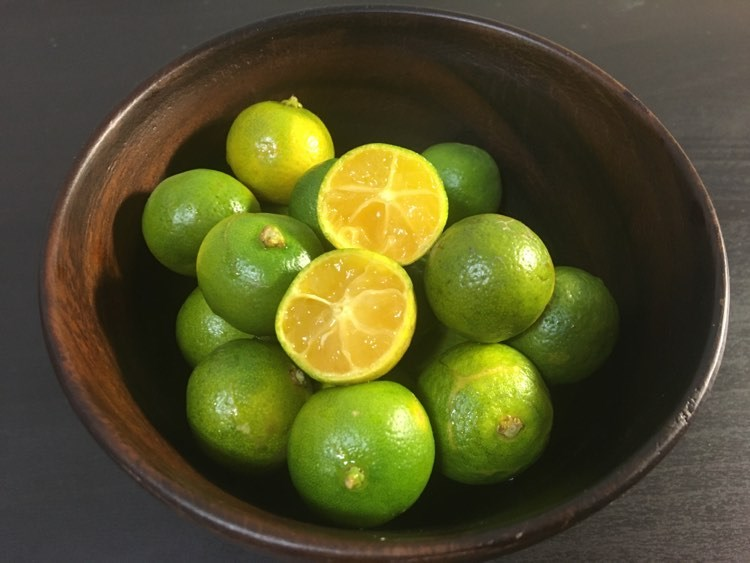

四季橘，為東南亞原產，推測可能為金柑與橘子類之雜交種，或者是金柑與墨西哥萊姆（Mexican lime，Citrus × aurantiifolia，又稱墨西哥萊檬）的雜交種。原本多作為盆栽、景觀庭園布置或柑橘類的矮性砧木，近年因「金桔檸檬」飲料大為流行後，「四季橘」反而以「金桔」之名較為人所熟知。因此四季橘常被混淆誤用成「金桔」的名。

## 形态
四季橘为常绿灌木。单身复叶，叶翼狭；白色花单生，芳香，通常五出，每年开花3~5次。果实小，直徑約為2.5～3公分，多为球形或扁球形，有光泽。四季桔果實的果皮澀、果味酸，不適合鮮食。

## 繁殖
树较耐寒、耐旱抗病力强。用嫁接、实生、压条等繁殖。